# Emergentie

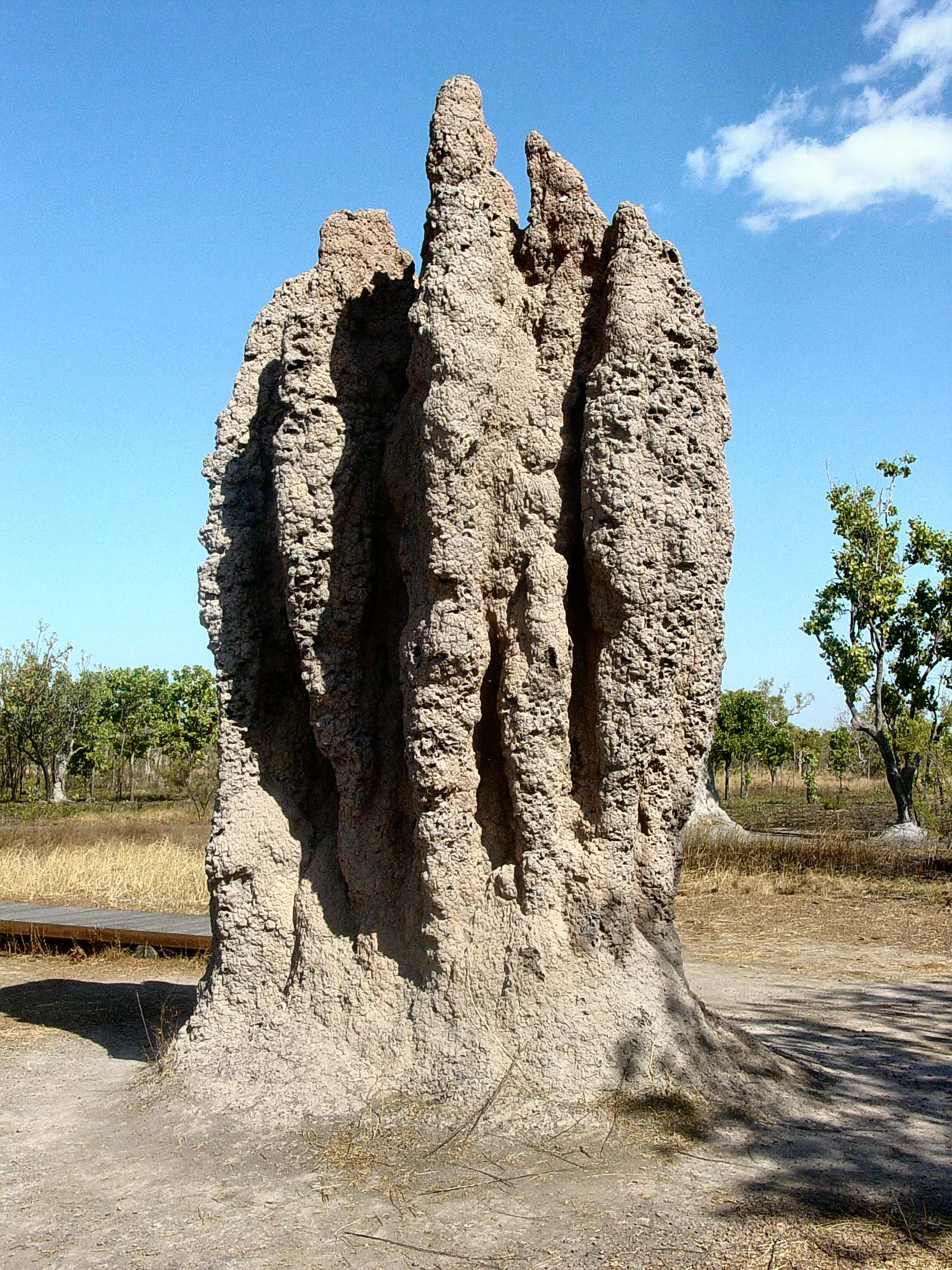
Een termietenheuvel is een klassiek voorbeeld van emergentie in de natuur

Een emergent verschijnsel doemt op (emergeren = opdoemen, plotseling verschijnen) door onderlinge wisselwerking van componenten onder gunstige omstandigheden. Het emergente verschijnsel kenmerkt zich doordat het andere eigenschappen heeft dan de componenten waaruit het is opgebouwd. Zo'n verschijnsel kan bestendig zijn (bv. de vorming van een molecuul in een scheikundige reactie, of de vorming van een termietenheuvel) of tijdelijk (bv. een vlucht spreeuwen), waarbij het later weer uiteenvalt in zijn componenten. De kenmerken van het emergente verschijnsel hebben dus uitsluitend betrekking op het geheel en niet op de delen waaruit het is samengesteld: "Het geheel is méér dan de som der delen".
De beschrijving van zo'n emergent verschijnsel is meestal fenomenologisch van aard, dat wil zeggen het beschrijft het fenomeen zonder dieper in te gaan op de eigenschappen van de samenstellende onderdelen (bv. het gedrag van een kudde schapen, de "wave" van het publiek in een voetbalstadion). Daarbovenop is vaak nog een nieuw theoretisch kader nodig (bv. kristallografie om de vorm van kristallen te verklaren, het atoommodel van Bohr om de bouw van een atoom te begrijpen)
De vraag is of emergentie voorspelbaar is vanuit de kennis de we hebben van de eigenschappen van de samenstellende onderdelen. In dat geval spreekt men van zwakke emergentie: door computersimulatie van de interactie van de onderdelen kan redelijk goed het gedrag van het collectief voorspeld worden (mits het aantal componenten niet te groot is, zoals bijvoorbeeld uit de voorspelling van het weer blijkt). Kennis van het deterministische algoritme dat die interactie bepaalt is hier cruciaal. Als de uitvoering van zo'n algoritme afhankelijk is van externe, vaak toevallige omstandigheden dan kan het resultaat van zo'n algoritme toch onvoorspelbaar zijn, zoals bv. blijkt uit het gedrag van cellulaire automaten (bv. Conway's Artificial Life).
Het concept van emergentie is al heel oud maar is de laatste twintig jaar weer meer in de belangstelling gekomen door de ontdekking van structuren en verschijnselen waarvan de eigenschappen niet eenvoudig zijn terug te voeren op eigenschappen van de basale bouwstenen van zo'n emergent verschijnsel (zie daarvoor de Voorbeelden en Kritiek). In Nederland wordt veel multidisciplinair, mereologisch onderzoek naar emergentie samengebracht in de organisatie DIEP (Dutch Institute for Emergent Phenomena).
Emergentie speelt verder een belangrijke rol in de systeemtheorie en de complexiteitstheorie.

## Omschrijving
Een emergent verschijnsel ontstaat door interactie van factoren (objecten, golven, krachten, ideeën) waardoor nieuwe entiteiten (systemen, objecten, patronen, reacties, inzichten) ontstaan die kenmerken en eigenschappen hebben die niet aanwezig zijn bij de samenstellende of onderliggende factoren.
Kenmerken en gevolgen van emergentie zijn:
- Emergentie is schaalafhankelijk: het nieuwe, emergente verschijnsel doet zich altijd voor binnen een bepaalde context van dezelfde schaal of groter. Niet zelden is die context verantwoordelijk voor het ontstaan van dat emergente verschijnsel: bv. kristallisatie in een oververzadigde vloeistof vindt pas plaats als de temperatuur beneden het stollingspunt daalt en er een condensatiekern aanwezig is waar de kristallisatie kan beginnen; paniek in een menigte ontstaat wanneer een bepaald omslagpunt bereikt is, waar de geringste verstoring tot paniek kan leiden; een brave huisvader kan onder bepaalde omstandigheden een massamoordenaar worden.
- Veel emergente verschijnselen ontstaan als gevolg van een groeiproces: in een dissipatief systeem (i.e. een systeem dat voortdurend energie en materie met de omgeving uitwisselt) met veel componenten ontstaat door een autokatalytische reactie een zelforganiserend emergent systeem dat zich zolang als de omstandigheden hetzelfde blijven kan handhaven (bv. kristalgroei, convectiestromen, een vlucht spreeuwen, een school vissen)
- Het ontstaan van een emergent verschijnsel gaat meestal gepaard met een verlaging van entropie: het verschijnsel vertoont een (gecompliceerde) ordening die niet aanwezig is bij de verzameling bouwstenen waaruit hij is opgebouwd. Entropie (in de zin van "mate van wanorde") is echter ook weer een zo'n relatief begrip, dat afhangt van het perspectief van de waarnemer.
- Een "Theorie van Alles" gaat uit van een reductionistische verklaring van "Alles" in termen van elementaire bouwstenen en hun onderlinge wisselwerkingen. Emergente verschijnselen zijn echter niet op die manier te verklaren omdat het eigenschappen betreft van het collectief en niet van de bouwstenen. Die verlangen daarom een verklaring op dat specifieke collectieve niveau (eventueel afgeleid vanuit een hoger niveau).[7] Zie daarvoor de paragraaf "Schakelen tussen niveaus".
- Men kan onderscheid maken tussen objectieve en subjectieve emergentie: subjectieve emergentie wordt louter bepaald door het perspectief van de waarnemer. Bv. alle zintuiglijke opgeroepen sensaties: licht en kleur (bv. de regenboog), smaak, geur, geluid en gevoel en ook hallucinaties worden strikt persoonlijk vanuit het perspectief van de waarnemer ervaren. Objectief is een emergent verschijnsel indien deze ook aanwezig is "zonder dat er iemand waarneemt": bv. eigenschappen als de vloeibaarheid van water en de ijskristalvorming bij 0 C. Vaak treden beide tegelijk op: bv. de muziek die een orkest speelt is een objectief emergent verschijnsel, maar de emotie die het bij verschillende luisteraars oproept is weer subjectief emergent.

## Emergentie en reductionisme

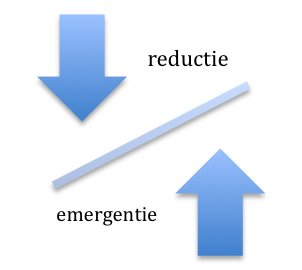
Reductionisme en emergentie zijn elkaars complement.

Reductionisme en emergentie lijken twee visies op hetzelfde verschijnsel te zijn, ze zijn met andere woorden complementair, terwijl elke visie afzonderlijk onvoldoende is om het verschijnsel te verklaren. Reductionisme volgt de weg terug in de tijd: hoe is het ontstaan? Welke oorzaken liggen er aan ten grondslag? Emergentie is juist het (vaak onvoorspelbare) gevolg in de tijd van een wisselwerking, waarbij meerdere onderdelen betrokken zijn en waardoor er iets nieuws ontstaat. Beide: emergentisme en reductionisme vullen elkaar dus complementair aan.
Voorbeeld: als je waterstofgas en zuurstofgas met elkaar mengt krijg je niet automatisch water. Je moet het gasmengsel (dat niet ten onrechte "knalgas" heet) aansteken door middel van een vonk, of gebruik maken van een katalysator. Kortom: niet alleen de ingrediënten, maar ook de omstandigheden (de context) spelen een belangrijke rol. Heb je dit eenmaal ontdekt dan heb je een "recept" (in andere gevallen een algoritme) gevonden voor het maken van water. De eigenschappen van het watermolecuul verschillen echter aanzienlijk van de componenten waterstof en zuurstof. Daarom noemen we die eigenschappen emergent. Die eigenschappen van water (bijvoorbeeld faseovergangen, oppervlaktespanning, dipool-karakter) kun je door middel van een reductionistische werkwijze wel weer onderzoeken en analyseren op basis van onze kennis van het H2O molecuul.
Nobelprijswinnaar Robert Laughlin maakte duidelijk waar het reductionisme faalt bij het verklaren van natuurverschijnselen, met name bij verschijnselen die pas tot uiting komen als er sprake is van organisatie van verschillende onderdelen in een collectief systeem zoals bij kristalgroei, faseovergangen, supergeleiding, superfluïditeit, zelforganisatie in biologische systemen, kortom allerlei collectieve verschijnselen die we emergent noemen.

## Sterke en zwakke emergentie
In de filosofie wordt er onderscheid gemaakt tussen sterke en zwakke emergentie. Bij zwakke emergentie blijft het verschijnsel reductionistisch verklaarbaar. Er komt echter door onderlinge wisselwerking een nieuwe eigenschap tevoorschijn die verbonden is met het collectief, maar die wel verklaarbaar is vanuit het onderliggende niveau. De wisselwerking waardoor zo'n emergent verschijnsel ontstaat is meestal tijdelijk van aard (bijvoorbeeld een draaikolk, een vlucht spreeuwen, een autofile, paniek in een mensenmassa) en wordt vaak door externe oorzaken "getriggered". Omdat zo'n zwak emergent verschijnsel een rechtstreeks gevolg is van wisselwerking tussen een groot aantal componenten in een geschikte omgeving is het vaak te simuleren door middel van een statistisch-mathematisch model of programma.
De meeste auteurs beschouwen sterke emergentie als een niet-reductionistisch verklaarbaar verschijnsel of systeem dat robuust en min of meer stabiel is. De discussie spitst zich toe of zo'n verschijnsel überhaupt kan bestaan vanuit de gedachte dat natuurwetten universeel en compatibel zijn, zodat een reductionistische verklaring altijd mogelijk zou moeten zijn - ook al kennen we die verklaring nog niet. Voornoemde Laughlin bestrijdt dit aan de hand van talrijke voorbeelden.
Filosofen beschouwen sterke emergentie als een ontologisch verschillend verschijnsel dat zich onttrekt aan de "normale" fysische wetten. Chalmers beweert dat alleen bewustzijn hier een voorbeeld van zou kunnen zijn, maar begeeft zich daarmee wel op een dualistische opvatting van de werkelijkheid.

## Emergentie als fenomenologische theorie
Het gedrag van een emergent verschijnsel kan vaak voldoende beschreven worden door mechanismen die op de schaal van het verschijnsel zelf een rol spelen zonder in details te treden van eigenschappen van de afzonderlijke bouwstenen. Daarmee wordt emergentie een fenomenologische theorie. Voorbeelden:
- In de sociologie: gedrag van mensenmassa's zoals spreekkoren, de "wave' in een stadion, paniek
- In de biologie: kuddegedrag, V-vormige ganzenvlucht, mierenkolonie.
- in de fysica: voor de eigenschappen van een gas (druk, temperatuur, volume) hoef je geen kennis te hebben van de aard van de moleculen waaruit het gas is opgebouwd. Thermodynamica is dus (in tegenstelling tot statistische mechanica) een fenomenologische theorie.

In  andere opvattingen wordt emergentie als een fenomenologische theorie gezien die een limiet is van een meer fundamentele (i.e. reductionistische) theorie. Zo kun je bijvoorbeeld de klassieke mechanica zien als de limiet van de kwantummechanica en de thermodynamica als limiet van de statistische mechanica. Hoe die limiet bereikt wordt is echter vaak onduidelijk. Die fenomenologische theorieën hebben emergente eigenschappen die strijdig lijken te zijn met de onderliggende fundamentele theorie, zoals:
- Het irreversibele karakter van hydro- en thermodynamica is incompatibel met reversibiliteit van de Newtoniaanse bewegingswetten. Dit komt bijvoorbeeld tot uiting in het begrip Entropie.
- Spontane symmetriebreking is incompatibel met quantum-statistische mechanica.
- De uitkomst van een meting (het "Ineenstorten van de golffunctie") is incompatibel met de unitaire kwantumtheorie.

Beide laatste voorbeelden komen tot uiting in de paradox van "Schrödingers kat".

## Emergentie/determinisme/superveniëntie
Het determinisme, waarbij oorzaak en gevolg relaties nauwkeurig op elkaar zijn afgestemd faalt in het verklaren van eigenschappen van optredende sterke emergente verschijnselen. Vaak is wel het ontstaan van het emergente verschijnsel deterministisch/algoritmisch verklaarbaar maar niet de eigenschappen van het optredende verschijnsel zelf. Zo zijn de eigenschappen van water niet zonder meer afleidbaar uit de eigenschappen van de samenstellende onderdelen (waterstof en zuurstof) maar moet je ook kijken naar de eigenschappen van het watermolecuul (H2O) zelf.
Bij zwakke emergentie draait het vaak om complexe wisselwerkingen, waarvan het resultaat niet bij voorbaat (zoals in het determinisme) vaststaat en toeval een belangrijke rol speelt. In simpele gevallen (bv. het gedrag van autofiles, zwermen spreeuwen, visscholen en cellulaire automaten) kan door simulatie met behulp van algoritmes wel een toestand gecreëerd worden waar emergentie mogelijk is, maar of dat ook werkelijk zal gebeuren is lastig te voorspellen. De uiteindelijke herkenning van dat emergente gedrag (bv. Artificial Life) gebeurt door de waarnemer zelf vanuit zijn subjectieve perspectief.
Superveniëntie is een bijzondere vorm van emergentie waarbij er een een-op-een relatie bestaat tussen het emergente (superveniërende) verschijnsel en een van zijn onderliggende bouwstenen. De aan- of afwezigheid van een bepaald kenmerk op niveau A supervenieert op een (subvenient) kenmerk op niveau B als een wijziging van dat kenmerk op niveau A alleen maar mogelijk is door een wijziging van kenmerken op niveau B. Bij sterke emergentie is er altijd sprake van superveniëntie. Zo superveniëren eigenschappen van een molecuul boven eigenschappen van zijn samenstellende atomen. En in de biologie supervenieert het fenotype over het genotype: een mutatie in de genen heeft direct repercussies voor het fenotype dat daar het gevolg van is. Er is hier sprake van een gedeeltelijk causaal verband omdat er nog vaak nog tal van andere oorzaken een rol spelen bij het ontstaan van het emergente verschijnsel op niveau A. Zo is soms het optreden van een afwijkend gen aan te wijzen als oorzaak van een bepaalde ziekte of gebrek in lichamelijke ontwikkeling, maar omgekeerd is het praktisch onmogelijk om te voorspellen of een mutatie in een gen een positief of negatief gevolg zal hebben op een hoger niveau.

## Emergentie en neerwaartse oorzakelijkheid
In sommige gevallen is er bij emergentie sprake van neerwaartse oorzakelijkheid: het emergente gedrag beïnvloedt op zijn beurt het gedrag van zijn samenstellende onderdelen. Er is dan vaak sprake van een attractor zoals dat bijvoorbeeld gebeurt bij kristallisatie, condensatie en het ontstaan van een draaikolk. Het beginnende kristal beïnvloedt het gedrag van naburige moleculen, waardoor het kristal kan groeien. Hetzelfde is het geval bij condensatie. Een draaikolk in water forceert op zijn beurt dat naburige moleculen worden meegezogen (bij gunstige omstandigheden).
Maar er zijn ook andere voorbeelden: het kuddegedrag van mensen, zoals hamsteren, een bankrun, een "hype" etc. waardoor het gedrag van grote aantallen mensen wordt beïnvloed.
Bedau beweert dat neerwaartse oorzakelijkheid bij sterke emergentie niet kan bestaan, omdat daarmee een nieuwe causale werking wordt veronderstelt waarvan de oorsprong onduidelijk is. Neerwaartse oorzakelijkheid is echter geen noodzakelijke voorwaarde voor (sterke) emergentie.

## Voorbeelden
- Kleur: individuele atomen hebben geen kleur, maar wanneer een (groot) aantal atomen op een bepaalde wijze gerangschikt zijn, dan zijn ze in staat om licht van bepaalde golflengtes te absorberen of te emitteren, waardoor een kleur zichtbaar wordt. Kleur is in dit geval een emergente eigenschap.[21]
- Temperatuur: De ervaring van temperatuur, warmte en koude, wordt veroorzaakt door de energie, de snelheid, van een groot aantal moleculen. Bijvoorbeeld de botsende luchtmoleculen van de lucht op de huid doet de ervaring van temperatuur ontstaan, maar moleculen zelf hebben geen temperatuur. De fysische toekenning van temperatuur door deze te koppelen aan de gemiddelde snelheid van een statistisch aantal moleculen kan worden beschouwd als een epistemologische emergentie - dus een kwestie van naamgeving aan hetzelfde verschijnsel.
- Vloeibaarheid: bijvoorbeeld van water bij kamertemperatuur, dat bestaat uit zeer vele watermoleculen die elk afzonderlijk niet vloeibaar zijn.
- Magnetisme kan gezien worden als het emergente resultaat een groot aantal parallelle elektron spins in een kristalrooster (het zgn. Ising-model).[22]
- Leven in biologische zin wordt ook als een emergente eigenschap beschouwd.[23] Een cel bestaat namelijk uit vele organische moleculen. De individuele organische moleculen leven niet, maar de complexe interacties tussen al die organische moleculen zorgen ervoor dat de cel zich in leven kan houden. Het geheel (leven) is dus meer dan de som der delen (organische moleculen).
- Bewustzijn wordt door velen gezien als een emergent verschijnsel dat optreedt bij een voldoende complex neuraal netwerk. Dat roept dan weer de vraag op of een computer met een voldoende complex netwerk van parallelle processoren "bewustzijn" kan worden toegekend.
- Binnen de kwantummechanica zelf treden ook emergente verschijnselen op: de waarschijnlijkheid op het aantreffen van een gecombineerd verschijnsel is niet gelijk aan de som van de waarschijnlijkheden van elk verschijnsel afzonderlijk: |ΨΑ + ΨB|2 ≠ |ΨA|2 + |ΨB|2. Interferentie is hier een duidelijk voorbeeld van. Zie hiervoor het tweespletenexperiment.
- Ruimte en tijd kunnen gezien worden als het emergente resultaat van een kwantummechanische verstrengeling van ruimte en tijd[24]
- De werking van een katalysator (bijvoorbeed een enzym) wordt pas emergent als hij in de buurt komt van geschikte chemische stoffen om een reactie te bewerkstelligen. Hier blijkt ook een tijdsafhankelijkheid uit: òf een stof kan dienen als katalysator voor een bepaalde chemische reactie wordt immers pas duidelijk als hij toevallig in de buurt van die reagentia komt. En dat kan lang duren… Stuart Kauffman[25] maakte aannemelijk dat bij een moleculaire evolutie (zoals die bv. in het heelal plaats vindt) waarbij er steeds complexere moleculen ontstaan, de kans dat zo'n molecuul kan optreden als katalysator voor de vorming van nòg complexere moleculen steeds groter wordt. Door een dergelijk autokatalytisch proces zou het ontstaan van leven als emergent verschijnsel verklaard kunnen worden.
- Uitvindingen en alle artefacten[26][27] (bv. kunstwerken) kunnen als emergent worden beschouwd omdat hier samenstellende onderdelen op een bijzondere manier worden gecombineerd, waardoor het geheel andere/nieuwe eigenschappen krijgt. Dat geldt ook op het geestelijke vlak: een nieuw inzicht of zienswijze bij de oplossing van een probleem kan als emergent worden beschouwd.
- Autofile: als een auto in een file van voldoende dichtheid afremt krijg je een verdichting van auto's die zich als een longitudinale golf naar achteren beweegt. Dit verschijnsel is emergent omdat het een eigenschap is van het collectief van auto's en niet bestaat op het niveau van de auto's zelf.[28][29] Dit verschijnsel is prima in een computermodel te simuleren en is een voorbeeld van zwakke emergentie.

## Schakelen tussen niveaus
Zo bezien is dus bijna alles wat zich aan ons voordoet emergent. Maar hierin zijn wel verschillende niveaus te onderscheiden:
In de deeltjesfysica bestudeert men elementaire wisselwerkingen, die op hun beurt wellicht uit snaren bestaan. Een (sterke) emergentiestap hoger is de bouw van een atoom, terwijl een molecuul weer uit atomen bestaat. Op dit moleculaire niveau is de scheikunde en de Vastestoffysica bezig, terwijl de microbiologie zich weer met nog complexere moleculen bezig houdt. Op elk niveau worden weer nieuwe sterke emergente eigenschappen ontdekt, die kenmerkend zijn voor dat niveau.
Elk wetenschappelijk specialisme houdt zich dus bezig met het onderzoek naar emergente verschijnselen die passen bij dat niveau. Interdisciplinair onderzoek naar emergentie wordt in Nederland gepubliceerd op het het platform "Dutch Institute for Emergent Phenomena".
Voor het ontwerpen van een theorie ter verklaring van een emergent verschijnsel hoeft veelal niet ver teruggegrepen te worden naar onderliggende niveaus van bouwstenen. Zo is voor het emergente verschijnsel "temperatuur" voldoende om de gemiddelde kinetische energie van de betrokken moleculen te weten en voor het atoommodel van Bohr is het voldoende om de elektrische lading van de atoomkern te weten (en niet de interne structuur van de atoomkern).

## Objectieve en subjectieve emergentie
Een emergent verschijnsel is subjectief als het wordt bepaald door het perspectief van de waarnemer. Bv.: de regenboog, maar ook alle andere zintuiglijke waarnemingen. Artefacten, uitvindingen en kunstwerken zijn eveneens subjectief: zij krijgen pas een emergente betekenis in een bepaalde context die door de waarnemer begrepen wordt. Ontbreekt die context, of wordt die door de waarnemer niet herkend, dan verdwijnt deze emergentie.
Een emergent verschijnsel is objectief als het ook bestaat "als er niemand kijkt". Dit zijn vrijwel alle verschijnselen die zich in de realiteit voordoen. Meestal heeft een emergent verschijnsel zowel subjectieve als objectieve kanten. Bv.: een kunstwerk is als fysiek verschijnsel objectief emergent, maar of het ook "kunst" is is een subjectieve beoordeling.
Het bewustzijn en de daarmee verbonden qualia (dus feitelijk alle zintuiglijke ervaringen) kunnen als subjectief emergent worden beschouwd. Chalmers beschouwd het bewustzijn bij uitstek als een voorbeeld van sterke emergentie omdat deze op geen enkele manier herleidbaar zijn tot de ons bekende fysische wisselwerkingen.

## Filosofische betekenis
Emergentie is in veel filosofische stromingen (zie Wetenschapsfilosofie) een problematisch verschijnsel. 
Aan de ene kant heb je de fysicalisten (ook wel reductionisten genoemd) die sinds de positivistische Wiener Kreis betogen dat er één werkelijkheid is, waar verschijnselen vanaf het niveau van de elementairste deeltjes tot en met het niveau van de hoogste geestelijke regionen fysisch verklaard kunnen worden en, dat wetende, ook voorspeld kunnen worden (zie Determinisme). In hun ogen bestaat emergentie niet echt maar is het meer een subjectieve illusie. Elk verschijnsel heeft in hun visie immers een oorzaak. Dat betekent ook dat elk verschijnsel op een hoger niveau supervenieert op een verschijnsel van een lager niveau.
Aan de andere kant heb je dualistische stromingen die (in navolging van bijvoorbeeld Descartes) een duidelijk onderscheid maken tussen materie en geest, tussen het materiële en het mentale, met elk hun eigen wetmatigheden, waarbij het mentale niet is te reduceren tot het materiële. Ook holisten delen de werkelijkheid in in verschillende eenheden die onderling niet afleidbaar zijn.
Het onderscheid tussen sterke en zwakke emergentie leidt ook tot heftige discussies. Bedau stelt bv. veel hogere eisen aan sterke emergentie: ontologisch verschillend houdt volgens hem in dat er ook andere krachten dan de ons bekende fysische natuurkrachten het emergente verschijnsel bepalen. Hij weet daar geen voorbeelden van. Chalmers denkt dat alleen ons bewustzijn en de daaraan gerelateerde qualia een voorbeeld van sterke emergentie zouden kunnen zijn. In feite wordt daarmee weer een dualistisch wereldbeeld geschapen.
Een lastig filosofisch probleem vormt het kenmerk van een emergent verschijnsel dat deze schaal-afhankelijk is, dat wil zeggen pas vanaf een zekere schaalgrootte zichtbaar is. Volgens emergentisten bestaat de werkelijkheid uit een totaal van zeer uiteenlopende, deels overlappende contexten (vanaf het niveau van elementaire deeltjes tot en met het niveau van mentale vermogens) waarbinnen emergente verschijnselen gehoorzamen aan hun eigen specifieke gedragsregels die complementair zijn aan allerlei onderliggende fysische (reductionistische) gedragsregels. Het perspectief van de waarnemer bepaalt dus welke emergente verschijnselen hij wel of niet ziet. Zo is de lage entropie van een geordende verzameling louter het gevolg van het perspectief van de waarnemer. Dat heeft ontologische consequenties: de werkelijkheid kan in deze visie alleen maar subjectief worden benaderd.
Het feit dat emergentie altijd het gevolg is van een wisselwerking (waaronder ook de wisselwerking met een waarnemer) ondersteunt de opvattingen van de relationele kwantummechanica. Deze visie huldigt de opvatting dat de emergente werkelijkheid uitsluitend uit wisselwerkingen bestaat, in het bijzonder de wisselwerking met een waarnemer/meetinstrument.

## Verschil met holisme en reductionisme
Er bestaan vele varianten op het holisme, maar de meest gebruikelijke is de holistische opvatting dat een emergent verschijnsel niet louter te verklaren is vanuit eigenschappen van de samenstellende delen alleen en afzonderlijk. Ook de causaliteit staat hier onder druk: in complexe systemen zoals een ecosysteem is het vaak lastig om te bepalen wat oorzaak en wat gevolg is bij veranderingen in het gedrag van het systeem. Anderzijds zijn er ook talloze emergente verschijnselen die wèl reductionistisch te verklaren zijn.
De meest gehoorde opvatting is echter dat holisme en reductionisme complementair zijn (zie boven).

## Emergentie in complexe, dynamische systemen
In een dynamisch proces wordt een emergent verschijnsel vaak zichtbaar als een geordend systeem waar voorheen geen structuur te vinden was (bv. kristallisatie, convectiecellen). Die emergente structuur wordt gekenmerkt door een lagere entropie. Als dit proces beschreven wordt als een wijziging in de toestandsruimte dan kan het emergente resultaat gezien worden als een beperking (constraint) van mogelijke toestanden in die toestandsruimte. In het algemeen zijn beperkingen in de toestandsruimte vaak afkomstig van randvoorwaarden (bv. het proces speelt zich in een bepaalde ruimte af) en/of het vastleggen van een begintoestand. Jonathan Lawhead maakte aannemelijk dat er dynamische processen zijn die tot een geordende structuur leiden, die zelf ook als emergent te beschouwen zijn, vanwege de in de tijd opgelegde beperkingen in de toestandsruimte. Dynamieken die hiertoe behoren zijn bv.: recursie, adaptieve systemen, lerende organisaties, autopoëse van levende cellen, de ontwikkeling van ons brein van baby tot volwassene.
Voorbeeld van een emergent adaptief systeem: Neem een bassin, omgeven door een aarden wal die tot de rand gevuld wordt met water. Als het bassin begint over te lopen komt er al snel een opening in de aarden wal, waar méér water door stroomt (dit is een voorbeeld van symmetriebreking, waardoor alle mogelijkheden voor overstroming zich reduceren tot één plek - ook dat is een emergent verschijnsel). Het gat in de dijk wordt steeds groter en de stroom krijgt al snel het (emergente) karakter van een rivier. Door lokale verschillen in eigenschappen van de grond gaat de rivier meanderen. Dit proces vormt een emergent adaptief systeem: afhankelijk van de stroomsnelheid, stroomhoeveelheid en dichtheid van de bodem zullen de meanders steeds groter worden, totdat een bepaald evenwicht wordt bereikt. De meanders beïnvloeden immers ook weer de stroomsnelheid. Die wederzijdse beïnvloeding is kenmerkend voor adaptieve systemen.

## Ontstaan van emergentie
Elk emergent verschijnsel kent een voorgeschiedenis die geleid heeft tot dat verschijnsel. Gedurende die tijd kunnen externe omstandigheden die ontwikkeling sterk beïnvloeden. Die tijd kan extreem lang zijn - miljoenen tot miljarden jaren - als men denkt aan de ontwikkeling van het heelal, het ontstaan van sterren en planeten (als emergente verschijnselen), maar ook de chemische evolutie, leidend tot talloze chemische verbindingen die in de natuur voorkomen en natuurlijk ook de biologische evolutie. Die externe omstandigheden zijn vaak moeilijk te achterhalen en niet zelden toevallig. Zo zijn er verrassende geologische formaties waarvan niemand op dit moment weet hoe ze zijn ontstaan. Maar ook de biologische evolutie heeft geleid tot de meest wonderlijke creaties, waarbij toevallige historische omstandigheden een nadrukkelijk grote rol moeten hebben gespeeld.
Emergente verschijnselen die op korte termijn ontstaan zijn makkelijker te onderzoeken omdat er navenant minder tijdelijke factoren een rol spelen bij de ontwikkeling ervan, maar kunnen alsnog best nog zeer ingewikkeld zijn, denkend aan biologische groeiprocessen. Zo'n groeiproces kent talrijke tussenstadia, die op zich ook weer emergent kunnen zijn - zie bv. aan de gedaanteverwisseling bij insecten. Een chemische reactie, leidend tot een nieuwe verbinding is relatief eenvoudig te herleiden tot een wisselwerking van elektronenconfiguraties van de verschillende betrokken atomen. Onder de juiste omstandigheden is het emergente resultaat dan deterministisch te bepalen. Een voorbeeld van het tegenovergestelde is de zoektocht naar een juiste combinatie van elementen voor een 'warme' supergeleider: de onderliggende natuurkundige theorieën zijn nog onvoldoende ontwikkeld om het supergeleidende gedrag bij een bepaalde combinatie te kunnen voorspellen. 
Bij macroscopische verschijnselen (bv. weersverschijnselen, school vissen, enz.) waarbij een statistisch aantal componenten zijn betrokken, maar met een relatief simpele wisselwerking (en dus simpel in een algoritme te vertalen) is het gedrag met behulp van een computer te simuleren. Hiervan wordt gebruik gemaakt bij het maken van weersvoorspellingen.
Artefacten kennen een relatief korte historie, maar het benodigde aantal wisselwerkingen kan zeer groot en zeer divers zijn - denk aan het aantal benodigde stappen om een uitvinding te kunnen doen of een kunstwerk te maken. Dergelijke creatieve processen zijn zeker niet deterministisch noch simuleerbaar te verklaren.
Het resultaat van bovengenoemde ontwikkelingen is een emergent systeem met eigenschappen die duidelijk afwijken van de eigenschappen van de samenstellende componenten. De complexiteit van het systeem bepaalt of de emergente eigenschappen van het systeem moeilijk of makkelijk te verklaren zijn. Makkelijk te verklaren is bv. de 'wave' in een stadion of het gedrag van een autofile (als achteruit lopende longitudinale golfbeweging). Extreem moeilijk daarentegen is bv. een ecosysteem.

## Vanuit de systeemtheorie
In de systeemtheorie komt emergentie veelvuldig voor. Een systeem wordt gekenmerkt doordat zijn onderdelen een karakteristieke samenhang vertonen. Die samenhang is emergent omdat dit kenmerk niet aanwezig is bij elk van de afzonderlijke onderdelen. In een systeembenadering probeert men het gedrag en de structuur van dit samenhangende geheel nu en in de toekomst te voorspellen. Het gedrag van zo'n systeem kan beschreven worden met behulp van een theorie of een ontwerp (bij kunstmatige systemen). Bij natuurlijke systemen zijn de theorieën om die samenhang te beschrijven sterk afhankelijk van de schaal waarop het systeem werkzaam is. Op het niveau van elementaire deeltjes bijvoorbeeld blijken symmetrie-eigenschappen en belangrijke rol te spelen bij de beschrijving van het systeem (het zgn. standaardmodel). Op macroscopische schaal bieden de klassieke natuurwetten veelal een voldoende beschrijving van de meeste natuurlijke systemen. Zo zijn er ook verschillende chemische en biologische theorieën en tevens economische, sociologische, psychologische en politieke theorieën die elk op hun terrein systemen trachten te beschrijven.
Elk systeem wordt tevens gekenmerkt door een zekere tolerantie ten aanzien van onderdelen die een afwijkend gedrag vertonen. Vaak zijn die afwijkingen het gevolg van externe invloeden, maar de onderdelen van een systeem kunnen ook zelf een veranderlijk gedrag vertonen. Als het systeem dit kan opvangen (homeostase) dan spreekt men vaak van een adaptief (of lerend) systeem. Als de tolerantiegrens echter wordt overschreden dan raakt het systeem uit evenwicht - het kan zelfs geheel uiteenvallen - en er ontstaat een nieuwe situatie waarin nieuwe, emergente systemen een rol kunnen spelen, die elk voor zich weer een andere verklaringstheorie vereisen. Voorbeelden van systeemveranderingen zijn:
- In de natuurkunde van elementaire deeltjes spreekt men dan van symmetriebreking
- In de statistische mechanica spelen faseovergangen zo'n rol
- In de biologische evolutie is het ontstaan van nieuwe soorten een teken van systeemverandering
- In de sociologie is groepsvorming een kenmerk van systeemverandering
- in de politieke theorie is een revolutie een voorbeeld van systeemverandering.

Al deze voorbeelden leveren nieuwe, emergente systemen op. 
Niet elk emergent verschijnsel is automatisch een systeem bv.: een regenboog, een zeepbel. Het vormt pas een systeem als er onderzoek op wordt losgelaten om de eigenschappen van het emergente verschijnsel binnen een bepaalde context te kunnen verklaren. Dit noemt men een systeembenadering en is derhalve een typisch menselijke activiteit. Een systeem is dus niet zozeer een objectief vast te stellen feit, maar het resultaat van onderzoek of ontwerp (bij kunstmatige systemen). Ook het omgekeerde: "een systeem is niet altijd emergent" is waar: bijvoorbeeld een notatiesysteem, een bibliotheeksysteem, een boekhoudsysteem. Dit soort artificiële systemen zijn bedoeld om ordening aan te brengen in een bepaalde werkwijze.

## Kritiek
Over de legitimiteit van het begrip emergentie is veel discussie mogelijk (zie bv. Butterfield en Timothy O'Connor, vooral in relatie tot het tegenoverstelde/complementaire begrip reductionisme). De kritiek spitst zich met name toe op het aspect van het "nieuw" zijn van een emergent verschijnsel. Een aantal voorbeelden ter illustratie:
- Temperatuur: kun je gelijkstellen aan de gemiddelde kinetische energie van een grote hoeveelheid moleculen in een beperkte ruimte. Dit wordt "vertaald" door een meetinstrument in een bepaalde temperatuurwaarde, maar het gaat in wezen om hetzelfde, dus geen "nieuw" verschijnsel en dus niet emergent. (In tegenstelling tot warmte zoals die door onze zintuigen wordt waargenomen: wat je een subjectief emergent verschijnsel kunt noemen). In plaats daarvan wordt "temperatuur" epistemologisch emergent genoemd.
- Een school vissen of een vlucht spreeuwen: elke deelnemer aan die vlucht heeft als het ware een algoritme aan boord, waarmee hij zijn snelheid en richting aanpast aan zijn buren. Kleine variaties in snelheid en/of richting van een of meer deelnemers hebben een soort sneeuwbaleffect tot gevolg waardoor de gehele vlucht een wispelturig karakter krijgt. Maar er is feitelijk niks "nieuws" aan de hand (afgezien van de subjectieve sensatie die dit bij een toeschouwer teweeg brengt - dat zou je subjectieve emergentie kunnen noemen). Het gedrag van de wolk spreeuwen lijkt totaal willekeurig te zijn en het lijkt daardoor vreemd dat er toch sprake is van een lagere entropie. Het feit echter dat de wolk samenhang vertoont in tegenstelling tot de situatie dat de spreeuwen alle kanten opvliegen is de reden dat er toch sprake is van een lagere entropie. Daarnaast speelt ook het kuddegedrag een belangrijke rol: die neiging tot samenhang, het "bij elkaar willen horen" geeft meer veiligheid, heeft geen fysisch equivalent en is kenmerkend voor veel levende wezens.

Ook een water/windstroom, draaikolk, depressie en cycloon zijn het rechtstreekse resultaat van externe krachten op de beweging van moleculen; het macroscopische patroon van deze dynamiek kun je subjectief of epistemologisch emergent noemen.
- Een vlucht ganzen vliegt in een V-vorm. Dat is aerodynamisch voordelig en zou je een "uitvinding" door de ganzen kunnen noemen. Is dat iets "nieuws"?[44]
- Het ontstaan en weer oplossen van een autofile ziet er van bovenaf uit als een (goed reductionistisch verklaarbare) achteruitlopende longitudinale golf. Is dat "nieuw"? Of komt dat omdat we hier toevallig (net als bij temperatuur) een naam voor hebben? (dus epistemologisch emergent).
- Is blended whisky louter een optelsom van smaken (en dus niets nieuws)? Dezelfde vraag kun je ook stellen bij allerlei gerechten die een kok maakt. Subjectief emergent dus.
- Is muziek louter een optelsom van geluidsgolven? Of zit het nieuwe juist in de structuur en de opeenvolging van die golven? In ieder geval subjectief emergent.
- Een metaallegering is een mengsel van verschillende metalen zoals brons, messing, soldeer, die duidelijk andere (en dus nieuwe) eigenschappen hebben als de samenstellende metalen koper, tin, zink lood. Dit is een voorbeeld van sterke emergentie, waarvan vooralsnog niet duidelijk is hoe die eigenschappen reductionistisch terug te voeren zijn op eigenschappen van de samenstellende metalen. Deze legeringen zijn min of meer bij toeval ontdekt.
- Datzelfde geldt voor elke chemische verbinding als een voorbeeld van sterke emergentie. Bijvoorbeeld: het dipoolkarakter van een H2O molecuul is niet zomaar af te leiden uit eigenschappen van waterstof en zuurstof: daarvoor is een eigen theorie nodig.[45]
- Een convectiecel (ook wel bénardcel genoemd) ontstaat bij verwarming van vloeistoffen: de opstijgende warme vloeistof koelt aan de oppervlakte weer af en daalt elders weer af naar beneden. De grootte van zo'n convectiecel hangt onder andere af van de dichtheid van de vloeistof. Deze structuur kun je zwak emergent noemen.
- Conway's Game of Life (als voorbeeld van een Cellulaire automaat) is een volledig deterministisch evolutiespel, maar het blijft vanuit een willekeurige beginsituatie uiterst moeilijk te voorspellen of het spel zal eindigen in een dynamische ("levende") toestand. I.i.g. is de toekenning "levend" subjectief emergent. Maar de dynamiek van het eindresultaat is dusdanig "nieuw" en verschillend van de beginsituatie dat het de vraag is of je dit sterk emergent mag noemen.
- De ontdekking van Johannes Kepler dat planetenbanen ellipsen zijn kan als een emergent verschijnsel worden opgevat, maar is anderzijds prima te verklaren met behulp van Newton's gravitatiewet. Niks "nieuws" dus.

Het "nieuw" zijn van een emergent verschijnsel blijkt blijkt dus nauw samen te hangen met de vraag of het verschijnsel herleidbaar is tot eigenschappen van zijn samenstellende delen en eventueel bijzondere omstandigheden. Dat is voor een aantal zwak emergente verschijnselen (temperatuur, autofile, school vissen, draaikolk, etc.) inderdaad mogelijk zoals hierboven is aangegeven. Omgekeerd kun je vanuit die samenstellende delen onder bepaalde omstandigheden ook voorspellen (vaak door middel van computersimulatie) dat zoiets zich zal voordoen. Zo is door middel van computersimulatie ontdekt dat de gravitatiekracht van een superzwaar zwart gat in het centrum van een galactisch stelsel onvoldoende is om de draaikolkbeweging van de sterren in dat stelsel te verklaren - wat aanleiding was om een begrippen als "Donkere massa" te introduceren.
Die "herleidbaarheid" gaat echter niet op voor sterk emergente verschijnselen en kunnen als "nieuw" worden beschouwd. Gedrag en structuur van het composiet is onvergelijkbaar verschillend met eigenschappen van de componenten. Om dit te kunnen verklaren is vaak weer een nieuwe theorie (of een nieuwe toepassing van een oude theorie) nodig, waarbij opvallend is dat daarbij weinig diepgaande kennis nodig is van de eigenschappen van de samenstellende onderdelen. Voorbeeld is het Atoommodel van Bohr waarvoor je alleen maar kennis over de elektrische lading van de atoomkern nodig hebt, maar niet de verdere inwendige structuur van die atoomkern. En bij een chemische binding speelt eigenlijk alleen maar de elektronenconfiguratie van de samenstellende delen een rol.

## Overzicht van emergente fenomenen
| Emergent fenomeen                                            | zwak (-) sterk (+) | objectief (O) subjectief (S) |
| golf/draaikolk/windhoos/ convectiestromen                    | -                  | O                            |
| vlucht spreeuwen/ school vissen, paniek, autofile            | -                  | O                            |
| zandribbels op het strand/sedimentaire gelaagdheid           | -                  | O                            |
| attractor in de Chaostheorie                                 | -                  | O                            |
| kristalgroei/ condensatie; fractale groei /recursie          | +                  | O                            |
| warmte/kleur/geur/enz.(alle zintuiglijke ervaringen, qualia) | +                  | S                            |
| stereoscopisch zien/horen, regenboog, optische illusies      | -                  | S                            |
| temperatuur/druk/wanorde                                     | -                  | O                            |
| Quasideeltjes, bv.Majorana-deeltje                           | +                  | O                            |
| massa, ruimte en tijd                                        | +                  | O                            |
| zwaartekracht                                                | +                  | O                            |
| katalysator                                                  | -                  | O                            |
| elektromagnetisme, Kwantum-hall-effect, supergeleiding       | +                  | O                            |
| metaallegering                                               | +                  | O                            |
| molecuulvorming/ isomeren/ fullerenen                        | +                  | O                            |
| atoom, atoomkern                                             | +                  | O                            |
| cellulaire automaten                                         | +?                 | S                            |
| metabolisme, levende cel dynamica                            | +                  | O                            |
| bewustzijn, neurale netwerken                                | +                  | S                            |
| bijen-, mieren-, termieten- kolonie                          | +?                 | O                            |
| uitvindingen/artefacten/ theorieën                           | -                  | O+S (z.a.)                   |

Opmerkingen: 
1. Hoewel alle emergente verschijnselen schaalafhankelijk en dus subjectief zijn, maakt het wel uit of het emergente verschijnsel (mede) veroorzaakt wordt door een wisselwerking met de waarnemer/waarnemingsinstrument, die niet op een objectieve manier is vast te stellen (bv. qualia). In dat laatste geval wordt in deze tabel het kenmerk “S” gegeven.
2. Een ?-teken wordt gegeven als niet duidelijk is of de samenwerkende componenten in het emergente verschijnsel werkelijk onafhankelijk van elkaar blijven.